# Chavanatte
Chavanatte is een gemeente in het Franse departement Territoire de Belfort (regio Bourgogne-Franche-Comté) en telt 146 inwoners (2004). De plaats maakt deel uit van het arrondissement Belfort. In het Elzassisch of het Duits heette de plaats vroeger Schaffnatt of Kleinschaffnatt.

## Geografie
De oppervlakte van Chavanatte bedraagt 3,9 km², de bevolkingsdichtheid is 37,4 inwoners per km².
De onderstaande kaart toont de ligging van Chavanatte met de belangrijkste infrastructuur en aangrenzende gemeenten.

## Demografie
Onderstaande figuur toont het verloop van het inwonertal (bron: INSEE-tellingen).